# Las Pedrosas
Las Pedrosas (aragonesisch: As Pedrosas) ist ein Ort und eine Gemeinde in der Provinz Saragossa in der Autonomen Region Aragón in Spanien. 2024 hatte die Gemeinde 113 Einwohner. 

## Lage
Las Pedrosas liegt etwa 65 Kilometer nördlich im Pyrenäenvorland in den Montes de Zuera (am nördlichen Rand) bzw. den Montes de Castejón in einer Höhe von 475 m. Der Río Gállego begrenzt die Gemeinde im Osten.

## Bevölkerungsentwicklung
Demographische Daten für Las Pedrosas von 1970 bis 2021:
| 1970 | 1981 | 1991 | 2001 | 2011 | 2021 |
| ---- | ---- | ---- | ---- | ---- | ---- |
| 174  | 121  | 114  | 103  | 119  | 96   |

## Sehenswürdigkeiten
- Marienkirche (Iglesia de Santa María la Mayor)
- Kapelle San Roque